# Seznam chráněných území v okrese Bruntál
Toto je seznam chráněných území v okrese Bruntál aktuální k roku 2010, ve kterém jsou uvedena chráněná území v oblasti okresu Bruntál.
| Kód  | Obrázek                                      | Typ  | Název                   | Rozloha (ha) | Galerie Commons                                                                     | Popis území | Souřadnice                       |
| ---- | -------------------------------------------- | ---- | ----------------------- | ------------ | ----------------------------------------------------------------------------------- | --- | -------------------------------- |
| 3408 | Břidličná                                    | PR   | Břidličná               | 651,98       | Kategorie „Břidličná (nature reserve)“ na Wikimedia Commons                         | Kryogenní geomorfologické útvary (skály, kamenné proudy, kamenná moře, polygonální půdy), subalpínské a lesní biotopy klimaxových smrčin a (smrkových) bučin s prameništi a s výskytem vzácných a silně a kriticky ohrožených druhů rostlin a živočichů | 50°1′27″ s. š., 17°11′1″ v. d.   |
| 2206 | PR Džungle                                   | PR   | Džungle                 | 9,95         | Kategorie „Džungle (nature reserve)“ na Wikimedia Commons                           | Zachování zbytků porostů tvrdého luhu-dubového lužního lesa se starými duby, měkkého vrbo-olšového luhu, rozsáhlých ostřicových mokřadů jako stálého biotopu chráněných obojživelníků, druhově pestré ornifauny a dále bohaté populace sněženky podsněžníku. | 50°18′14″ s. š., 17°43′33″ v. d. |
| 2086 |                                              | PR   | Franz-Franz             | 18,79        |                                                                                     | Pozůstatek pralesovitého typu porostu se zvláště chráněnými druhy fauny; zimoviště vrápence malého | 49°58′41″ s. š., 17°16′57″ v. d. |
| 5326 | Javorový vrch                                | NPP  | Javorový vrch           | 84,15        | Kategorie „Javorový vrch (national natural monument)“ na Wikimedia Commons          | Komplex bývalého středověkého podpovrchového rudného dolu, včetně všech jeho podzemních i povrchových částí tvořících významný geologický profil v komplexu hornin vrbenské série a též biotop společenstva letounů (Chiroptera), včetně jejich populací, a fragment květnaté bučiny na povrchu ve východní části masivu Hrubého Jeseníku a typy přírodních stanovišť a druhy | 50°2′55″ s. š., 17°17′44″ v. d.  |
| 1306 | interiér lesa v PR Jelení bučina             | PR   | Jelení bučina           | 25,55        | Kategorie „Jelení bučina“ na Wikimedia Commons                                      | Pralesovitý porost buku, klenu a smrku | 50°6′38″ s. š., 17°17′49″ v. d.  |
| 83   | CHKO Jeseníky                                | CHKO | Jeseníky                | 74 000       | Kategorie „CHKO Jeseníky“ na Wikimedia Commons                                      | | 50°2′37″ s. š., 17°12′37″ v. d.  |
| 163  | okraj PR Karlovice - sever                   | PR   | Karlovice - sever       | 42,35        | Kategorie „Karlovice - sever“ na Wikimedia Commons                                  | Ochrana unikátního zachovalého porostu s autochtonním jesenickým modřínem. | 50°7′27″ s. š., 17°24′22″ v. d.  |
| 1192 |                                              | PR   | Krasovský kotel         | 11,46        |                                                                                     | Lesní mokřadní louka s hojným výskytem mečíku střechovitého | 50°6′53″ s. š., 17°32′23″ v. d.  |
| 1193 |                                              | PR   | Kunov                   | 4,16         |                                                                                     | Bohatá lokalita pérovníku pštrosího | 50°2′33″ s. š., 17°30′28″ v. d.  |
| 1915 | Lávový proud u Meziny                        | PP   | Lávový proud u Meziny   | 1,22         | Kategorie „Lávový proud u Meziny“ na Wikimedia Commons                              | Láva Venušiny sopky se sloupcovitou odlučností čediče a vyrostlicemi olivínu | 49°57′27″ s. š., 17°29′15″ v. d. |
| 215  | Liptaňský bludný balvan                      | PP   | Liptaňský bludný balvan | 0,00         | Kategorie „Liptáňský bludný balvan“ na Wikimedia Commons                            | Ochrana bludného balvanu jako významného dokladu kontinentálního zalednění severní Moravy. | 50°12′49″ s. š., 17°35′52″ v. d. |
| 2105 |                                              | PR   | Mokřiny u Krahulčí      | 3,24         |                                                                                     | Mokřadní ekosystémy v nivě Trusovického potoka s výskytem chráněných mokřadních druhů rostlin v početných populacích. Bohatá populace kriticky ohroženého druhu starčeku bahenního. | 49°48′2″ s. š., 17°22′44″ v. d.  |
| 2244 | Popis obrazku                                | PP   | Morgenland              | 1,83         | Kategorie „Morgenland“ na Wikimedia Commons                                         | Luční společenstva (mokřadní a mezofilní), na části území smíšený lesní porost. | 50°1′51″ s. š., 17°19′33″ v. d.  |
| 2009 |                                              | PR   | Niva Moravice           | 41,98        |                                                                                     | Zachování přirozeného charakteru území a biotopu pro život chráněných a ohrožených druhů rostlin a živočichů, zejména pro hnízdící a migrující ptactvo, a dále vytvoření podmínek pro jejich další existenci a rozšiřování. | 49°57′58″ s. š., 17°19′51″ v. d. |
| 283  | PR Oblík u Dívčího hradu                     | PP   | Oblík u Dívčího hradu   | 0,09         | Kategorie „Oblík u Dívčího Hradu“ na Wikimedia Commons                              | Ochrana detersní činnosti obnaženého výchozu tzv. uhelného vápence moravsko-slezského kulmu, který má statigrafický a paleontologický význam. Hlavním důvodem ochrany je vlastní výchoz v několika čočkovitých polohách o mocnosti 3 - 5 cm v šedozelených jílovitých břidlicích s hojným výskytem zkamenělin lilijic, korálů, hlavonožců a ramenonožců.                      | 50°14′57″ s. š., 17°37′47″ v. d. |
| 5796 | PP Osoblažský výběžek - Pavlovický rybník I. | PP   | Osoblažský výběžek      | 67,0833      | Kategorie „Osoblažský výběžek (natural monument)“ na Wikimedia Commons              | Kuňka ohnivá. | 50°17′42″ s. š., 17°41′46″ v. d. |
| 1357 | Pod Jelení studánkou                         | PR   | Pod Jelení studánkou    | 147,61       | Kategorie „Pod Jelení studánkou“ na Wikimedia Commons                               | Unikátní lokalita mravenců, s vysokou hustotou mravenišť | 50°1′27″ s. š., 17°12′25″ v. d.  |
| 1307 | Praděd                                       | NPR  | Praděd                  | 2 031        | Kategorie „Praděd (national nature reserve)“ na Wikimedia Commons                   | Komplex přirozených společenstev lesů, pastvin a holí nejvyšších partií Jeseníků | 50°4′54″ s. š., 17°13′41″ v. d.  |
| 1358 |                                              | PR   | Pstruží potok           | 23,19        |                                                                                     | Prameniště a mokřady s typickou vegetací, tokaniště tetřívka obecného | 49°57′ s. š., 17°13′3″ v. d.     |
| 345  | rozcestí v NPP Ptačí hora                    | NPP  | Ptačí hora              | 17,46        | Kategorie „Ptačí hora (national natural monument)“ na Wikimedia Commons             | Ochrana porostu s původním autochtonním jesenickým modřínem v bohaté bučině. | 50°1′45″ s. š., 17°32′37″ v. d.  |
| 1191 | Celkový pohled na PR v červenci 2023         | PR   | Pustá Rudná             | 1,92         | Kategorie „Pustá Rudná (nature reserve)“ na Wikimedia Commons                       | Svahové louky s teplomilnou květenou, např. lilií cibulkonosnou | 50°4′44″ s. š., 17°24′9″ v. d.   |
| 355  |                                              | PR   | Radim                   | 19,25        |                                                                                     | Ochrana zbytku jedlobučiny s autochtonním jesenickým modřínem na suti. | 50°5′31″ s. š., 17°34′25″ v. d.  |
| 367  | Podmáčená louka na lokalitě                  | NPR  | Rašeliniště Skřítek     | 166,65       | Kategorie „Rašeliniště Skřítek“ na Wikimedia Commons                                | Ochrana vrchovištního rašeliniště prameništního typu s charakteristickými rostlinnými a živočišnými společenstvy. | 49°59′33″ s. š., 17°9′39″ v. d.  |
| 1916 | Razovské tufity                              | PP   | Razovské tufity         | 1,06         | Kategorie „Razovské tufity“ na Wikimedia Commons                                    | Umělý odkryv subakvatického čedičového komplexu | 49°54′51″ s. š., 17°31′20″ v. d. |
| 368  | Rešovské vodopády                            | NPR  | Rešovské vodopády       | 71,61        | Kategorie „Rešovské vodopády“ na Wikimedia Commons                                  | Ochrana geomorfologického fenoménu skalního kaňonu s vodopády spolu s ochranou význačných starých přirozených porostů na okolních skalách a sutích s typickou květenou a zvířenou. | 49°52′58″ s. š., 17°12′33″ v. d. |
| 2245 |                                              | PR   | Růžová                  | 24,81        |                                                                                     | Mokřadní ekosystémy podél pramenného úseku Růžového potoka, v nichž se vyskytují zvláště chráněné druhy živočichů a rostlin. | 49°57′57″ s. š., 17°15′27″ v. d. |
| 2136 | okraj PR Skalní potok                        | PR   | Skalní potok            | 197,63       | Kategorie „Přírodní rezervace Skalní potok“ na Wikimedia Commons                    | Zvláštní ochrana lesních porostů v 5. a 6. lesním vegetačním stupni, z nichž některé se přibližují přirozené struktuře lesa, nebo mají až pralesovitý charakter. Výskyt vzácných ptačích druhů. Raritou je jediný zachovalý exemplář tisu červeného v CHKO Jeseníky. | 50°7′43″ s. š., 17°17′29″ v. d.  |
| 393  | Skalské rašeliniště                          | PR   | Skalské rašeliniště     | 45,50        | Kategorie „Skalské rašeliniště“ na Wikimedia Commons                                | Ochrana rašeliniště přechodného typu s prvky vrchovištními, horskými a slatinnými. | 49°55′9″ s. š., 17°12′30″ v. d.  |
|      | krajinný rámec hradu Sovince                 | PřP  | Sovinecko               | 19 910       | Kategorie „Nature Park Sovinecko“ na Wikimedia Commons                              | Zachování typického ráz krajiny a lesní porosty s dochovanou strukturou a dřevinnou skladbou blízkou původním porostům, na které je vázána řada zvláště chráněných druhů rostlin a živočichů. | 49°50′16″ s. š., 17°14′42″ v. d. |
| 1190 | PP Staré hliniště na konci března 2024       | PP   | Staré hliniště          | 4,39         | Kategorie „Staré hliniště“ na Wikimedia Commons                                     | Ochrana ohrožených druhů rostlin a živočichů. | 50°6′35″ s. š., 17°41′38″ v. d.  |
| 1305 |                                              | PR   | Suchý vrch              | 49,56        |                                                                                     | Křemencové skály se sutěmi a přirozeným lesním porostem, paleontologické naleziště | 50°9′23″ s. š., 17°20′50″ v. d.  |
| 2246 | U Slatinného potoka                          | PR   | U Slatinného potoka     | 5,38         | Kategorie „U Slatinného potoka“ na Wikimedia Commons                                | Mokřadní ekosystémy podél pramenného úseku Slatinného potoka, v nichž se vyskytují zvláště chráněné druhy živočichů a rostlin | 49°58′17″ s. š., 17°12′14″ v. d. |
| 472  | Uhlířský vrch                                | PP   | Uhlířský vrch           | 3,70         | Kategorie „Uhlířský vrch (natural monument, Bruntál District)“ na Wikimedia Commons | Jedna z našich nejmladších sopek s uměle odkrytým profilem | 49°58′19″ s. š., 17°26′25″ v. d. |
| 2078 | PR Velký Pavlovický rybník                   | PR   | Velký Pavlovický rybník | 30,76        | Kategorie „Velký Pavlovický rybník“ na Wikimedia Commons                            | Zachování vodních a mokřadních ekosystémů jako významných biotopů pro hnízdící a migrující ptactvo, obojživelníky a dále vytvoření podmínek pro jejich další existenci a rozšiřování. | 50°18′2″ s. š., 17°41′36″ v. d.  |
| 502  | Velký a Malý Roudný                          | NPP  | Velký Roudný            | 81,00        |                                                                                     | Tvarově dokonale vyvinutý stratovulkán | 49°53′24″ s. š., 17°31′24″ v. d. |

## Zrušená chráněná území
| Kód  | Obrázek | Typ | Název                   | Rozloha (ha) | Galerie Commons | Popis území                                                      | Souřadnice                      |
| ---- | ------- | --- | ----------------------- | ------------ | --------------- | ---------------------------------------------------------------- | ------------------------------- |
| 1359 |         | PP  | Štola pod Jelení cestou | 0,03         |                 | Bývalý rudný důl - největší zimoviště netopýrů na severní Moravě | 50°2′54″ s. š., 17°17′42″ v. d. |